# Пінчевський Мар Михайлович
Пінчевський Мар Михайлович (25 грудня 1930, Харків– 26 червня 1984, Київ) — український перекладач та журналіст. Член Національної спілки письменників України.

## Життєпис
Закінчив Київський педагогічний інститут іноземних мов (1952). Викладав англійську мову в школі та Ніжинському педагогічному інституті (1952—1956).
З 1958 до 1970 року працював літературним редактором журналу «Всесвіт», з 1970 до 1983 року очолював відділ критики цього ж часопису. У журналі займався публіцистикою, публікував численні переклади та власні статті. Як журналіст підписував свої статті «М. Пінчевський», «Мар Пінчевський», «Марко Пінчевський», також використовував псевдоніми Володимир Галчин, М. Михалич, Перекладач.
Перекладав з англійської, але не лише художні твори, але й інтерв'ю, нариси, статті, що публікувалися у «Всесвіті».
Похований на Байковому цвинтарі (Київ) поруч з батьком, Михайлом (Моше) Пінчевським. 

## Переклади
Мар Пінчевський перекладав лише з англійської мови, проте сам перекладацький доробок досить великий.
З австралійської літератури
- Алан Маршалл «Я вмію стрибати через калюжі»;

З канадської літератури
- Фарлі Моует «Голодні гори», «Полонені Білої пустелі»;

З британської літератури
- Чарлз Діккенс «Пригоди Олівера Твіста» (у співавторстві)
- Френсіс Кліффорд[en] «Пастка часу»;
- Норман Льюїс[en] «Німецька компанія»;
- Вільям Сомерсет Моем «Лицедії»;
- Дейв Волліс «Трамвайна зупинка біля Нілу»;
- Арнольд Вескер[en] «Смажена картопля для всього» (п'єса);

З американської літератури
- Марк Твен «Янкі з Коннектикуту при дворі короля Артура»;
- Лаймен Френк Баум «Чарівник країни Оз»;
- Едгар Лоуренс Доктороу «Озеро гагари»;
- Вільям Сароян «Людська комедія. Сумна історія» (у співавторстві);
- Ерік Сігел «Історія одного кохання»;
- Морріс Вест «Репортаж»;
- Артур Гейлі «Готель»;
- Ернест Гемінгвей «По кому подзвін», «Фієста»;
- Вільям Фолкнер «Старий», «Крадії»;
- Френсіс Скотт Фіцджеральд «Великий Гетсбі», «Ніч лагідна»;
- Реймонд Чендлер «Постріли в ресторані Сірано»;
- Юдора Велті «Дочка оптиміста»
- Едвард Олбі «Смерть Бетсі Сміт» (п'єса).

Переклав також окремі оповідання таких авторів, як Річард Метерсон, Олгрен Нельсон, Френк Руні, Джон Стейнбек, Івен Вокер, Френсіс Скотт Фіцджеральд, Роберт Фіш та ін.

## Родина
- Батько - Михайло Пінчевський (1894-1955) - драматург, поет, перекладач
- Донька - Богдана Пінчевська (1977) - мистецтвознавиця, письменниця